# Faustina di Como
Faustina di Como (Rocca d'Olgisio, ... – Como, 580 circa) è stata una religiosa italiana, venerata come santa insieme alla sorella Liberata.

## Biografia
Di nobili origini, le due sorelle si ritirarono in un romitorio situato nella parte occidentale del centro storico di Como, vi fondarono un monastero benedettino in onore di Santa Margherita, vissero con umiltà e dedite alla preghiera e vi morirono in fama di grande santità, intorno al 580. Vengono ricordate il 19 gennaio.
Vennero sepolte nella chiesa del monastero (collocata probabilmente sul lato ovest di quello che oggi è l'incrocio tra le vie Volta e Lambertenghi). La chiesa, originariamente dedicata alla Madonna, fu successivamente intitolata a Sant'Ambrogio. Il vescovo Grimoldi (1096-1125) ne fece traslare le reliquie nella cattedrale della città. Il 13 maggio 1317, il vescovo Lambertenghi, le traslò alla Basilica di San Carpoforo.
Un ciclo di affreschi, risalente ai primi decenni del XIV secolo e proveniente dal monastero di Santa Margherita e che è oggi conservato alla pinacoteca di Como, descrive cinque scene della vita delle sante:
1. la morte di un gentiluomo che convince le giovani principesse a farsi religiose,
2. la fuga dalla casa paterna e il viaggio sul fiume Po da Piacenza,
3. l'arrivo a Como, in compagnia del prete Marcello, loro guida,
4. l'ingresso in città e l'accoglienza nel monastero da parte delle monache,
5. la fondazione del monastero di Santa Margherita.